# ジョゼフィーヌ・ド・ロレーヌ
マリー・ジョゼフィーヌ・テレーズ・ド・ロレーヌ（Marie Joséphine Thérèse de Lorraine, 1753年8月26日 - 1797年2月8日）は、ブルボン朝末期フランスの貴族女性。

## 生涯
フランス宮廷の王室主馬頭を務めたブリオンヌ伯ルイ・シャルルと、その3番目の妻ルイーズ・ド・ロアンの間の第2子・長女。1768年10月18日ウルクスにてカリニャーノ公ヴィットーリオ・アメデーオ2世と結婚。夫の大勢いる妹の一人はランバル公妃マリー・ルイーズであった。1770年、一人息子カルロ・エマヌエーレ（1770年 - 1800年）を出産。1780年夫と死別した。1797年トリノのパラッツォ・カリニャーノで死去。遺骸は当初トリノ大聖堂に葬られたが、1816年スペルガ大聖堂内のサヴォイア王家墓所に改葬された。

## 引用・脚注
1. ↑  van de Pas, Leo. “Josefa Princesse de Lorraine-Brionne”. Genealogics .org. 2010年9月1日閲覧。